# Klarabergsviadukten
Klarabergsviadukten est un pont situé à Stockholm en Suède,.

## Situation
Klarabergsviadukten est un pont en béton armé reliant Norrmalm à Kungsholmen en enjambant le canal Klara sjö et une gare de triage.
Le pont de Klaraberg est le prolongement de Klarabergsgatan vers l'ouest et se termine à la place Bolinders plan. 
Le viaduc se compose de différentes parties. Depuis l'est, il traverse Vasagatan et Centralplan avec quatre travées et constitue une structure en béton d'environ 106 mètres de long. En raison des bâtiments existants, seule une partie sud de 15 mètres de large a pu être réalisée. La moitié nord du pont a été achevée dans les années 1970 et passe tout près de l'entrée principale de l'hôtel Royal Viking.
Le pont au-dessus de la gare de triage mesure 136 mètres de long et a été construit avec une structure en acier et une chaussée en béton. 
Initialement, la largeur était prévue à 24 mètres, mais elle a dû être augmentée à 31 mètres. En ce qui concerne les exigences de Statens Järnvägar, la portée variait entre environ 12 mètres et 17 mètres. Les travaux d'installation ont été réalisés principalement de nuit et sans interruption de la circulation ferroviaire.
La section du pont sur Klara sjö jusqu'à la place Bolinders plan est ausi une construction en béton avec deux travées de 41 mètres et une travée (la plus proche de la place Bolinders plan) de 18,5 mètres. 
La longueur totale du p8nt de Klaraberg est ainsi de 342,5 mètres, soit à peu près la même longueur que la rue Klarabergsgatan.

## Bâtiments
Du côté sud du viaduc de Klaraberg se trouve l'entrée supérieure de la gare centrale de Stockholm et du côté nord, depuis 1989, se trouve la gare routière City Terminal (sv) avec le World Trade Center (sv). 
Du côté sud du viaduc de Klaraberg le Stockholm Waterfront a été inauguré en mars 2011.

## Histoire
Le nom « Viaduc de Klaraberg » a été choisi en 1942. 
Dans le cadre de la création de la gare de triage du bureau de poste (voir Klara postterminal (sv)), une partie du viaduc de Klaraberg a été achevée en 1944. 
C'est la partie la plus proche à l'ouest de la gare de triage qui a été achevée et qui a donné au centre postal sa propre liaison routière. 
Les travaux du viaduc de Klaraberg tel qu'il apparaît aujourd'hui ont été achevés en 1961.
Le pont de Klaraberg faisait partie du projet Klarabergsleden  une voie de circulation principale est-ouest prévue qui n'a jamais été construite.
Le projet Klarabergsleden abandonné en 1974.
Le pont n'ayant jamais été utilisé comme partie d'une autoroute, ses dimensions sont disproportionnées et il est donc en partie utilisé pour le stationnement.